# Tutin
Tutin városa az azonos nevű község székhelye Szerbiában, a Raskai körzetben.

## Népesség
- 1948-ban 600 lakosa volt.
- 1953-ban 870 lakosa volt.
- 1961-ben 1 536 lakosa volt.
- 1971-ben 3 458 lakosa volt.
- 1981-ben 6 233 lakosa volt.
- 1991-ben 8 840 lakosa volt.
- 2002-ben 9 111 lakosa volt, melyből 8 343 bosnyák, 598 szerb, 68 muzulmán, 19 gorai, 11 montenegrói, 10 jugoszláv, 6 roma, 5 albán, 3 horvát, 3 macedón, 3 magyar, 1 bolgár, 1 ukrán, 1 vlah, 3 egyéb, 28 ismeretlen és 8 nem nyilatkozott.

## A községhez tartozó települések
- Arapoviće,
- Baljen,
- Batrage,
- Baćica,
- Biohane,
- Blaca,
- Bovanj,
- Boroštica,
- Braćak,
- Bregovi,
- Brniševo,
- Bujkoviće,
- Velje Polje,
- Veseniće,
- Vrapče,
- Vrba,
- Glogovik,
- Gluhavica,
- Gnila,
- Godovo
- Gornji Crniš,
- Gradac (Tutin),
- Gujiće,
- Gurdijelje,
- Guceviće,
- Devreč,
- Delimeđe,
- Detane,
- Dobri Dub,
- Dobrinje (Tutin),
- Dolovo (Tutin),
- Draga (Szerbia),
- Dubovo (Tutin),
- Dulebe,
- Đerekare,
- Ervenice,
- Žirče,
- Župa (Tutin),
- Žuče,
- Zapadni Mojstir,
- Izrok,
- Istočni Mojstir,
- Jablanica (Tutin),
- Jarebice (Tutin),
- Jezgroviće,
- Jeliće,
- Južni Kočarnik,
- Kovači (Tutin),
- Koniče,
- Leskova,
- Lipica (Tutin),
- Lukavica (Tutin),
- Melaje,
- Mitrova,
- Morani,
- Naboje,
- Nadumce,
- Namga,
- Noćaje,
- Oraše
- Orlje,
- Ostrovica (Tutin),
- Paljevo,
- Piskopovce,
- Plenibabe,
- Pokrvenik (Tutin),
- Pope (Tutin),
- Popiće,
- Potreb (Tutin),
- Pružanj,
- Raduhovce
- Raduša
- Ramoševo,
- Reževiće,
- Ribariće,
- Rudnica (Tutin),
- Ruđa,
- Saš,
- Severni Kočarnik,
- Smoluća,
- Starčeviće,
- Strumce,
- Suvi Do
- Točilovo
- Ćulije
- Crkvine,
- Čarovina,
- Čmanjke,
- Čukote,
- Šaronje (Tutin),
- Šipče,
- Špiljani,